# Bois-Jérôme-Saint-Ouen
Bois-Jérôme-Saint-Ouen é uma comuna francesa na região administrativa da Normandia, no departamento de Eure. Estende-se por uma área de 10,57 km². Em 2010 a comuna tinha 766 habitantes (densidade: 72,5 hab./km²).